# Grimpar maillé
Xiphorhynchus lachrymosus · Grimpereau à paillettes
Espèce
Statut de conservation UICN

 LC  : Préoccupation mineure
Répartition géographique
Le Grimpar maillé (Xiphorhynchus lachrymosus), ou Grimpereau à paillettes, est une espèce de passereaux de la famille des Furnariidae.

## Répartition et sous-espèces
Selon la classification de référence du Congrès ornithologique international (14.2. 2024) :
- X. l. lachrymosus (Lawrence, 1862) — du sud du Nicaragua au nord de l'Équateur ;
- X. l. eximius (Hellmayr, 1904) — ouest du Costa Rica et du Panama ;
- X. l. alarum Chapman, 1915 — nord de la Colombie.

## Habitat
Il fréquente les forêts humides de plaine, sempervirentes ainsi que les mangroves. Il vit jusqu'à 1 000 m d'altitude, mais atteint 1 200 m au Costa Rica et 1 500 m en Colombie.

## Systématique
Le nom valide complet (avec auteur) de ce taxon est Xiphorhynchus lachrymosus (Lawrence, 1862).
L'espèce a été initialement classée dans le genre Dendrornis sous le protonyme Dendrornis lachrymosus Lawrence, 1862
Ce taxon porte en français le nom vernaculaire ou normalisé suivant : Grimpar maillé.